# Сереброво (Владимирская область)
Сереброво — деревня в Камешковском районе Владимирской области России, входит в состав Брызгаловского муниципального образования.

## География
Деревня расположена в 9 км на северо-запад от центра поселения посёлка имени Карла Маркса и в 16 км на северо-восток от райцентра Камешково.

## История
В конце XIX — начале XX века деревня входила в состав Малышевской волости Ковровского уезда, с 1926 года — в составе Эдемской волости. В 1859 году в селе числилось 35 дворов, в 1905 году — 71 двор, в 1926 году — 95 дворов. 
С 1929 года деревня являлась центром Серебровского сельсовета Ковровского района, с 1940 года — в составе Брызгаловского сельсовета Камешковского района, с 2005 года — в составе Брызгаловского муниципального образования.

## Население
| 1859 | 1905 | 1926 | 2002 | 2010 | 2021 |
| ---- | ---- | ---- | ---- | ---- | ---- |
| 309  | ↗417 | ↗493 | ↘81  | ↗96  | ↗124 |